# Спортивна честь
«Спортивна честь» — радянський кольоровий художній фільм 1951 року, знятий режисером Володимиром Петровим на кіностудії «Мосфільм».

## Сюжет
Тоня, сестра знаменитого футболіста Віталія Гринька, занадто стомлена популярністю брата і жартома погрожує змінити прізвище на перше-ліпше, ... наприклад, Вєтлугіну. І треба ж так статися, що саме цього часу в московську стахановську школу приїжджає для обміну досвідом молодий уральський токар і один з найкращих заводських футболістів Микола Вєтлугін...  

## У ролях
- Олексій Грибов —  Петро Семенович Гринько
- Геннадій Сергєєв —  капітан футбольної команди ДСТ «Турбіна» Віталій Петрович Гринько
- Маргарита Ліфанова —  Тоня Гринько, студентка-художниця
- Лев Фричинський —  Микола Вєтлугін
- Микола Крючков —  Іван Миколайович, тренер команди «Турбіна»
- В. Зотова —  Валя, подруга Тоні, студентка-художниця
- Володимир Владиславський —  бос футбольної команди «Shorty»
- Борис Сітко —  Суриков, керівник ДСТ «Турбіна»
- Анастасія Зуєва —  Катерина Миколаївна Гринько, мати Віталія та Тоні
- Вадим Синявський —  футбольний радіокоментатор
- Лев Фенін —  пастор
- В. Смєлкін — епізод
- Н. Руденко — епізод
- Володимир Соколов — епізод
- В. Строганов — епізод
- Михайло Семичастний — епізод
- Михайло Антоневич — епізод
- Борис Кочетов — епізод
- Олександр Малявкин — епізод
- Всеволод Радикорський — епізод
- Валентин Бобичев — епізод
- Віктор Климович — епізод
- Мирослав Турко — епізод
- Володимир Ханенко — епізод
- Сергій Бобров —  Сергій Васильович, директор заводу
- Кирило Зашібін — епізод
- Микола Свєтловідов —  академік Ковригін
- Ніна Гребешкова —  подруга Тоні
- Євген Леонов —  офіціант в ресторані
- Олег Стриженов —  уболівальник в ресторані
- Микола Добронравов —  Платон Платонович, відвідувач в ресторані
- Костянтин Сорокін —  шофер Костя
- Валентина Телегіна —  Вєтлугіна, посильна з квітами
- Борис Юрченко —  гравець футбольної команди «Shorty»
- Микола Арський —  морський офіцер в ресторані на вокзалі
- Віра Бурлакова — епізод
- Олена Вольська —  Шурочка
- Микола Засєєв-Руденко — епізод
- Віктор Ключарьов —  старий робочий
- Тетяна Конюхова —  подруга Тоні
- Євген Марков —  футболіст команди «Турбіна»
- Аркадій, Щербаков —  футболіст команди «Турбіна»
- Павло Оленьов — епізод
- Володимир Борискін —  уболівальник на стадіоні
- Володимир Колчин —  уболівальник на стадіоні
- Сергій Ценін —  глядач на стадіоні
- Гавриїл Бєлов —  старий робочий
- Володимир Уральський —  старий робочий
- Микола Скоробогатов —  радіослухач на вокзалі
- Олег Смирнов —  зарубіжний коментатор
- Микола Хрящиков —  зарубіжний коментатор
- Зінаїда Сорочинська — епізод
- Валентин Абрамов —  уболівальник

## Знімальна група
- Режисер — Володимир Петров
- Сценаристи — Михайло Вольпін, Микола Ердман
- Оператори — Володимир Яковлєв, Юлій Кун, Марк Магідсон
- Композитор — Матвій Блантер
- Художник — Леонід Мамаладзе